# درجة رجال الأعمال

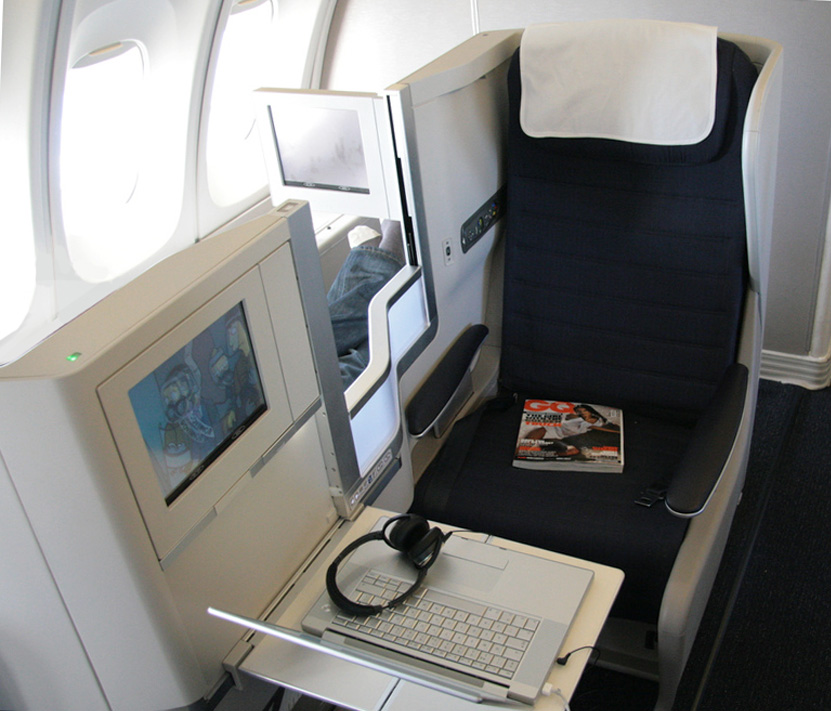
مقعد درجة رجال الأعمال على متن طائرة الخطوط الجوية البريطانية بوينغ 747-400

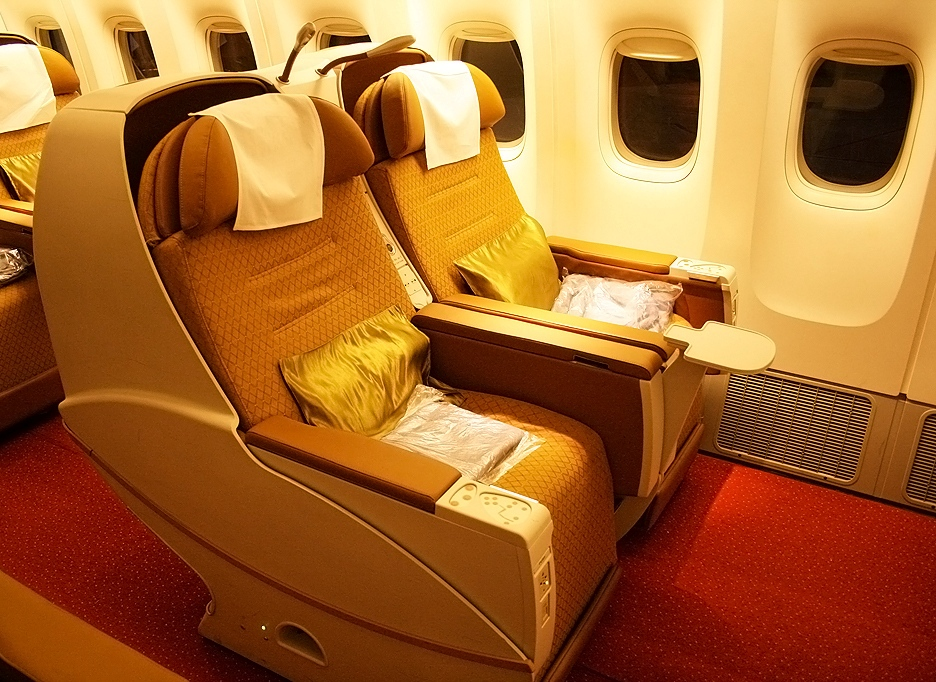
مقاعد درجة رجال الأعمال على متن طائرة إير إنديا بوينغ 777-300إي آر

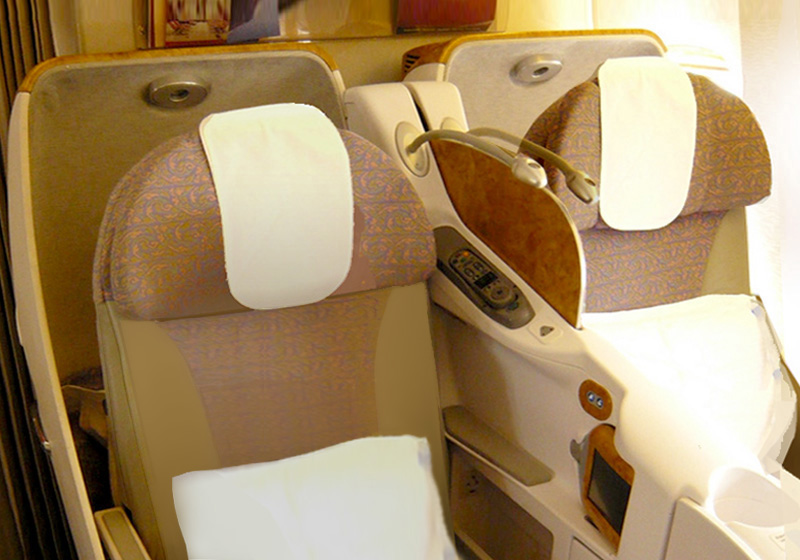
مقاعد درجة رجال الأعمال في طيران الإمارات يمكن وضعها بشكل مسطح في طائرة بوينغ 777-300إي آر

درجة رجال الأعمال (Business class) هي درجة سفر متوفرة في العديد من الخطوط الجوية التجارية وخطوط السكك الحديدية، والمعروفة بأسماء العلامات التجارية التي تختلف باختلاف الخطوط الجوية أو شركة السكك الحديدية. في صناعة الطيران، كان المقصود في الأصل أن يكون بمثابة مستوى متوسط من الخدمة بين الدرجة الاقتصادية والدرجة الأولى، لكن العديد من شركات الطيران تقدم الآن درجة رجال الأعمال كأعلى مستوى من الخدمة، بعد أن ألغت مقاعد الدرجة الأولى. تتميز درجة الأعمال عن فصول السفر الأخرى بجودة المقاعد والطعام والمشروبات والخدمة الأرضية وغيرها من وسائل الراحة. في الطيران التجاري، عادةً ما يتم الإشارة إلى درجة الأعمال الكاملة "J" أو "C" مع مرونة الجدول الزمني، ولكن يمكن أن تكون أحرفًا أخرى كثيرة حسب الظروف.

## الخطوط الجوية

### تاريخ
بدأت شركات الطيران في الفصل بين ركاب الدرجة الاقتصادية الكاملة والأسعار المخفضة في أواخر السبعينيات. في عام 1976، قدمت KLM خدمة مرافق أجرة كاملة (FFF) لركابها من الدرجة الاقتصادية، مما سمح لهم بالجلوس في مقدمة المقصورة الاقتصادية خلف الدرجة الأولى مباشرة، وسرعان ما تم نسخ هذا المفهوم من قبل العديد من شركات الطيران الأخرى بما في ذلك طيران كندا. جربت كل من يونايتد إيرلاينز وخطوط عبر العالم الجوية مفهومًا مشابهًا من ثلاث درجات في عام 1978، لكنهما تخلتا عنه بسبب ردود الفعل السلبية من المسافرين من الدرجة الاقتصادية المخفضة الذين شعروا أن وسائل الراحة تم أخذها منهم. أشار يونايتد أيضًا إلى صعوبة تتبع الركاب الذين يجب أن يجلسوا في أي قسم من المقصورة الاقتصادية على الرحلات المتصلة. بدأت شركة أمريكان إيرلاينز أيضًا في فصل ركاب الدرجة الاقتصادية الكاملة عن ركاب الدرجة الاقتصادية المخفضة في عام 1978، وقدمت مقاعد متوسطة مفتوحة للمسافرين ذوي الأجرة الكاملة.
في هذا الوقت تقريبًا، كانت هناك تكهنات في صناعة الطيران بأن الطائرات الأسرع من الصوت ستحاصر السوق بالنسبة للمسافرين المتميزين الأعلى أجورًا، وأن سوقًا من ثلاث درجات سيظهر يتكون من الدرجة الأولى الأسرع من الصوت وفئات الأعمال والاقتصاد. في عام 1977، أعلنت شركة العال عن خطط لإعادة تشكيل طائراتها بمقصورة صغيرة من الدرجة الأولى ومقصورة أكبر لدرجة رجال الأعمال على افتراض أن معظم ركاب الدرجة الأولى عبر المحيط الأطلسي سيحولون أعمالهم إلى كونكورد.
قدمت الخطوط الجوية البريطانية «كلوب وورلد»، وهي مقصورة متميزة منفصلة مع العديد من المرافق، في أكتوبر 1978 تحت إشراف الرئيس التنفيذي كولن مارشال كوسيلة لمزيد من التمييز بين المسافرين من رجال الأعمال الذين يسافرون برسوم كاملة من السياح الذين يسافرون بأسعار مخفضة. أعلنت بان آم أنها ستقدم «كليبر كلاس» في يوليو 1978، وقدمت كل من الخطوط الجوية الفرنسية وبان آم درجة رجال الأعمال في نوفمبر 1978. تدعي كانتاس أنها أطلقت أول درجة رجال أعمال في العالم في عام 1979.
في 1 نوفمبر 1981، قدم نظام الخطوط الجوية الاسكندنافية يوروكلاس مع مقصورة منفصلة وعدادات تسجيل وصول مخصصة وصالات للمسافرين بأجرة كاملة. في الوقت نفسه، اختفت الدرجة الأولى من أسطولهم الأوروبي.

## المحلية والإقليمية

### أستراليا ونيوزيلندا
تقدم كل من كانتاس وفيرجين أستراليا درجة رجال الأعمال على شبكاتها المحلية وكذلك في رحلات عبر تاسمان إلى نيوزيلندا. تتميز الرحلات الجوية بين بيرث وسيدني عادةً بمقاعد مستوية، مع مقاعد مهد عميقة قابلة للإمالة على الطرق الأخرى.
من ناحية أخرى، لا تقدم طيران نيوزيلندا درجة رجال الأعمال على شبكتها المحلية. تتوفر درجة الأعمال على الرحلات بين نيوزيلندا وأستراليا وجزر المحيط الهادئ عندما يتم تشغيلها بواسطة طائرات بوينغ 777 وبوينغ 787 العائلية، وكلاهما يحتوي على مقاعد مستوية.

### أمريكا الشمالية

#### كندا
على الرحلات القصيرة، تقدم طيران كندا مقاعد استرخاء تشبه ما يتم تقديمه على درجة رجال الأعمال الإقليمية في الولايات المتحدة. ومع ذلك، في بعض الطرق ذات السعة العالية، مثل فانكوفر - تورنتو، تستخدم شركة طيران كندا أسطولها لمسافات طويلة، مثل بوينغ 777، وبوينغ 787، وبوينغ 767، وطائرة إيرباص A330. في الرحلات الجوية التي تستخدم طائرات معدة دوليًا مثل هذه، يكون منتج درجة رجال الأعمال منتجًا مسطحًا. ومع ذلك، في شركات الطيران المخفضة، مثل طيران ترانسات، تكون درجة رجال الأعمال «على الطراز الأوروبي»، وهي مقعد من الدرجة الاقتصادية مع مقعد متوسط مغلق لمزيد من الراحة.
مع إدخال طائرات بوينغ 787 الخاصة بهم على خطوط محلية ودولية محددة، توفر خطوط ويست جيت 16 مقعدًا تجاريًا غير مسطح على كل من طائراتها 787-9.

#### الولايات المتحدة
تستخدم كل من أمريكان إيرلاينز وخطوط دلتا الجوية حصريًا مقاعد درجة الأعمال المسطحة بالكامل مع إمكانية الوصول المباشر إلى الممر على طائراتهم ذات الجسم العريض. الخطوط الجوية المتحدة هي بصدد تعديل مقاعدها القديمة المستوية إلى تصميم جديد مع إمكانية الوصول إلى الممر لجميع الركاب وزيادة الخصوصية. يتم تقديم وجبة متعددة الأطباق في الصين بعد الإقلاع، وبناءً على طول الرحلة، سيتم تقديم وجبة خفيفة مثلجة أو وجبة خفيفة قبل الهبوط. يمكن لركاب درجة الأعمال الدولية الوصول إلى أولوية تسجيل الوصول والأمن، إلى جانب الوصول إلى الصالة. تقدم كل من يونايتيد وأمريكان إيرلاينز أيضًا صالات ممتازة مع خدمة طعام محسّنة في مراكزها لهؤلاء الركاب.
تعتبر الطرق المحددة بين السواحل الشرقية والغربية «عابرة للقارات» وتقدم تجربة مماثلة لدرجة رجال الأعمال الدولية لمسافات طويلة. ومع ذلك، فمن غير المألوف أن يكون لجميع المقاعد وصول مباشر إلى الممر. تستخدم شركة أمريكان إيرلاينز أسطولًا فرعيًا مخصصًا من طائرات A321T المكونة من 3 مقصورات مع 20 مقعدًا من طراز Flagship Business في وضع 2-2 لهذه الرحلات. لدى خطوط جيت بلو أيضًا أسطولًا فرعيًا من A321s يضم درجة الأعمال Mint، والتي تتناوب بين 2-2 مقاعد مسطحة و 1-1 جناح مع باب مغلق. تستخدم يونايتد ودلتا مزيجًا من الطائرات ذات الجسم العريض والضيق لهذه المسارات، مع مجموعة متنوعة من تصميمات المقاعد المسطحة.
تستخدم جميع الرحلات الجوية الأخرى تقريبًا في الولايات المتحدة (وكذلك إلى كندا وأمريكا الوسطى ومنطقة البحر الكاريبي) على الطائرات الأمريكية والمتحدة ودلتا وألاسكا طائرات ضيقة البدن ذات مقصورتين. يتم تسويق المقصورة الأمامية على أنها «الدرجة الأولى» على الطرق المحلية ولكن بغض النظر عن استخدام أساس سعر درجة الأعمال. تشمل هذه الأسعار مقعدًا أكبر «كرسيًا»، وأولوية تسجيل الوصول / الأمن / الصعود إلى الطائرة، وزيادة الخدمة. تسمح خطوط ألاسكا الجوية فقط بدخول الصالات لعملاء «الدرجة الأولى» دون مزيد من السفر الدولي. يتم تضمين المشروبات الكحولية وغير الكحولية، ويتم تقديمها في أواني زجاجية أو أكواب خزفية. خدمة الوجبات متغيرة للغاية حسب شركة الطيران ووقت المغادرة والمسار. عادة ما يتم تقديم وجبة دافئة كاملة في الرحلات بين المطارات الرئيسية خلال ساعات النهار بغض النظر عن وقت الرحلة. لا تحتوي الطائرات الإقليمية على أفران، ويتم تقديم جميع المقبلات مبردة. على الأقل، سوف تقوم المضيفة بتمرير سلة تحتوي على وجبات خفيفة ممتازة.

### أوروبا
تقدم شركات الطيران الأوروبية بشكل عام درجة الأعمال التي تتكون من مقاعد اقتصادية محسنة مع خدمة أفضل. قد يكون هناك ستارة لفصل درجة رجال الأعمال عن الدرجة الاقتصادية، بناءً على الطلب، لكن المقاعد في نفس المقصورة. تستخدم بعض شركات الطيران مثل Air France ولوفتهانزا مقاعد قابلة للتحويل تتسع لثلاثة أشخاص في الدرجة الاقتصادية، أو تتكيف مع رافعة لتصبح مقعدين بطول نصف مقعد بينهما لاستخدام درجة رجال الأعمال.
بدأت درجة رجال الأعمال في الاختفاء من بعض طرق المسافات القصيرة / المتوسطة، ليحل محلها الاقتصاد الكامل في الأسعار والاقتصاد المخفض (KLM وSAS). على هذه المسارات، المقاعد هي نفسها لجميع الركاب، تختلف فقط مرونة التذكرة وخدمة الطعام والشراب. على المسارات الأقصر (عادةً أقل من ساعة واحدة)، قامت العديد من شركات الطيران بإزالة درجة الأعمال تمامًا (على سبيل المثال، بي إم أي على العديد من المسارات) وتقدم فئة واحدة فقط من الخدمة. اعتادت الخطوط الجوية البريطانية تقديم "Business UK" على نظامها المحلي، حيث تقدم نفس الخدمة مثل الدرجة الاقتصادية، مع إضافة تسجيل الوصول السريع، واستعادة الأمتعة، والدخول إلى الصالة، وأولوية الصعود على متن الطائرة. على متن الطائرة، حتى 11 يناير 2017، تم تقديم المشروبات أو الشاي أو القهوة ووجبة خفيفة لجميع العملاء، مع وجبة إفطار ساخنة على متن الرحلات الجوية قبل الساعة 9:29 صباحًا.

### شركات الطيران المخفضة

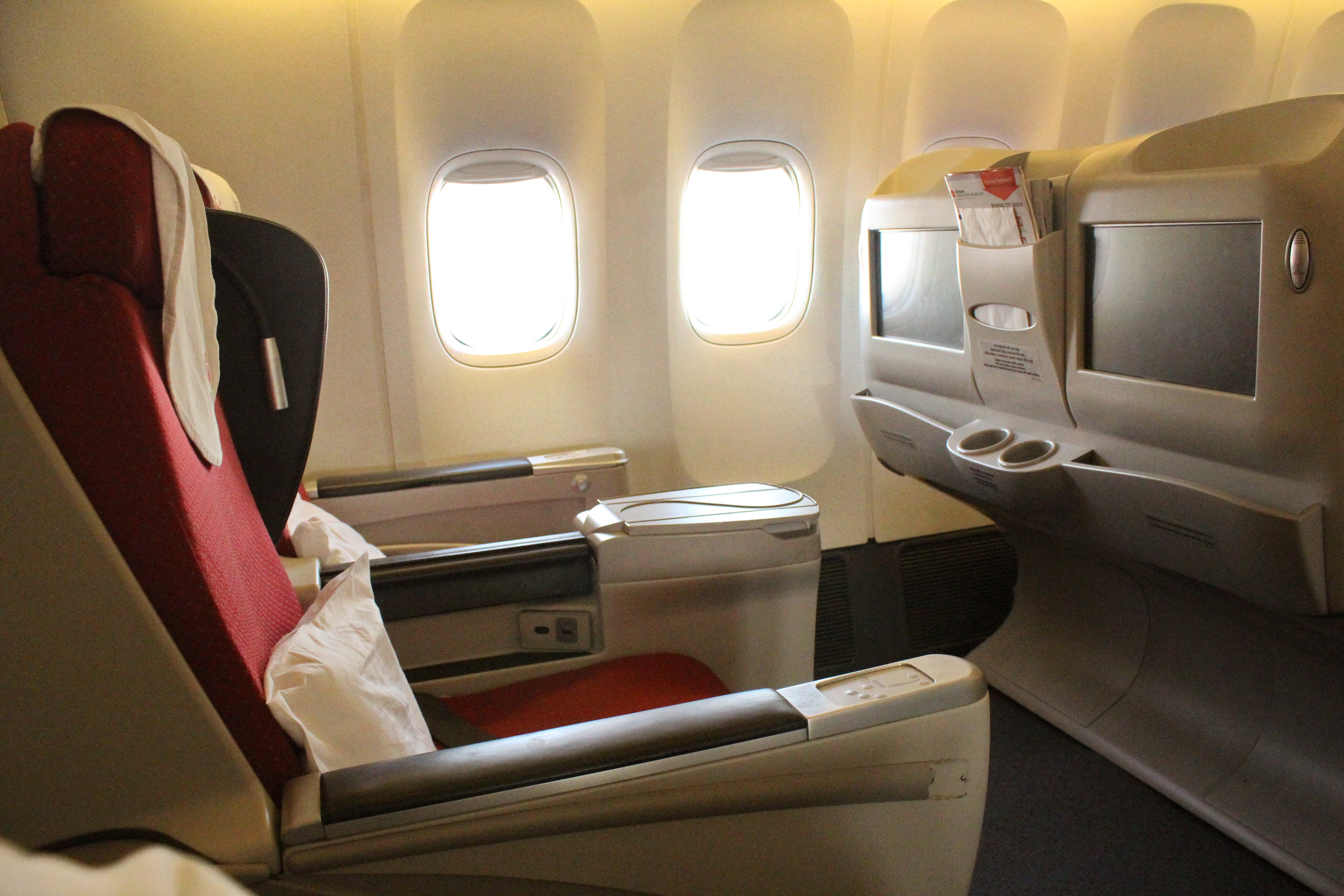
مقاعد درجة رجال الأعمال على متن طائرة من طراز بوينغ 777-300إي آر التابعة لخطوط بيمان بنغلاديش الجوية في طريقها من جدة إلى دكا.

معظم شركات الطيران منخفضة التكلفة، مثل رايان إير وإيزي جيت في أوروبا، طيران ايرويز في أستراليا، خطوط ساوث ويست في الولايات المتحدة، وحتى بعض شركات الطيران الوطنية مثل أير لينغس وطيران نيوزيلندا على شبكاتها المحلية والإقليمية لا تقدم أي فئات متميزة بالخدمة. ومع ذلك، لدى البعض خيارات أعلى من مقعد الحافلة القياسي:
- تتقاضى طيران آسيا علاوة على الجلوس أمام الطائرة أو مقاعد الخروج التي توفر أيضًا مساحة أكبر للأرجل بالإضافة إلى اللوحة الأولى (تسمى هذه المقاعد الساخنة).[13]
- على شبكاتها المحلية وعبر تاسمان، تمتلك طيران نيوزيلندا مقاعد + مساحة متاحة مجانًا لأعضاء النخبة في (Koru Club) ومقابل رسوم بسيطة عند تسجيل الوصول للآخرين. بخلاف عدد بوصات قليلة من مساحة الأرجل، فإن المقاعد متطابقة مع المقاعد الاقتصادية العادية.
- تقدم خطوط جيت بلو مساحة أكبر (الصفوف التسعة الأولى على إيرباص إيه 320 والصفوف الحاجزة والطوارئ على E-190) مقابل ما بين 20 دولارًا و 90 دولارًا إضافيًا لكل مقطع. تتضمن «مساحة أكبر» أولوية الصعود إلى الطائرة والفحص الأمني ذي الأولوية ولكن لا توجد مزايا أخرى.
- تمتلك شركة سبيريت إيرلاينز مقاعد أمامية كبيرة في الصف الأول من جميع طائراتها. كانت المقاعد جزءًا من عرض الدرجة الأولى السابق لـ (Spirit)، (Spirit Plus)، ولكنها الآن لا تقدم أي مزايا بخلاف مساحة المقعد الأكبر و 2 × 2، بدلاً من ترتيب 3 × 3.

## بعيد المدى

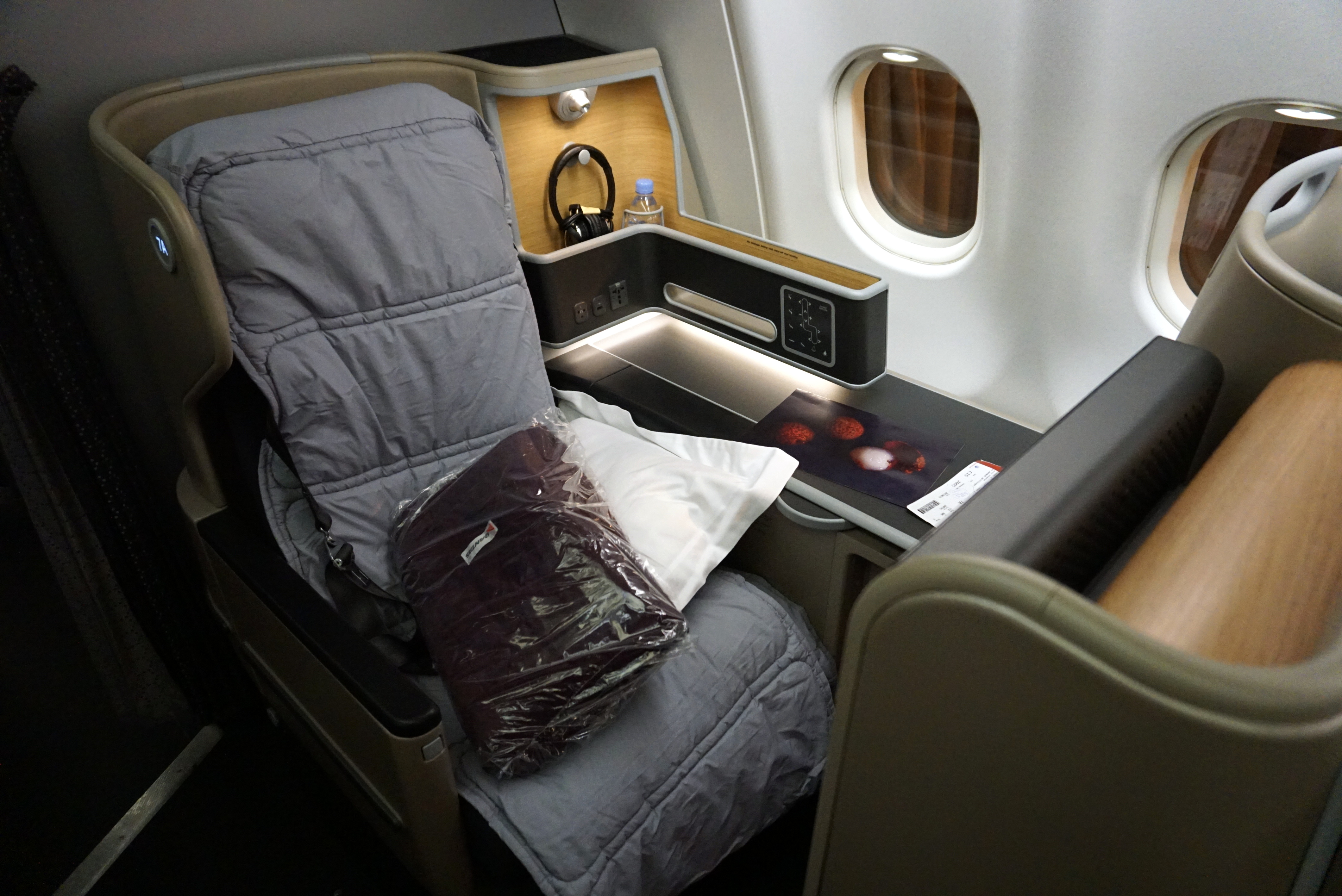
مقعد درجة رجال الأعمال في طائرة كانتاس إيرباص A330 مع غطاء مرتبة

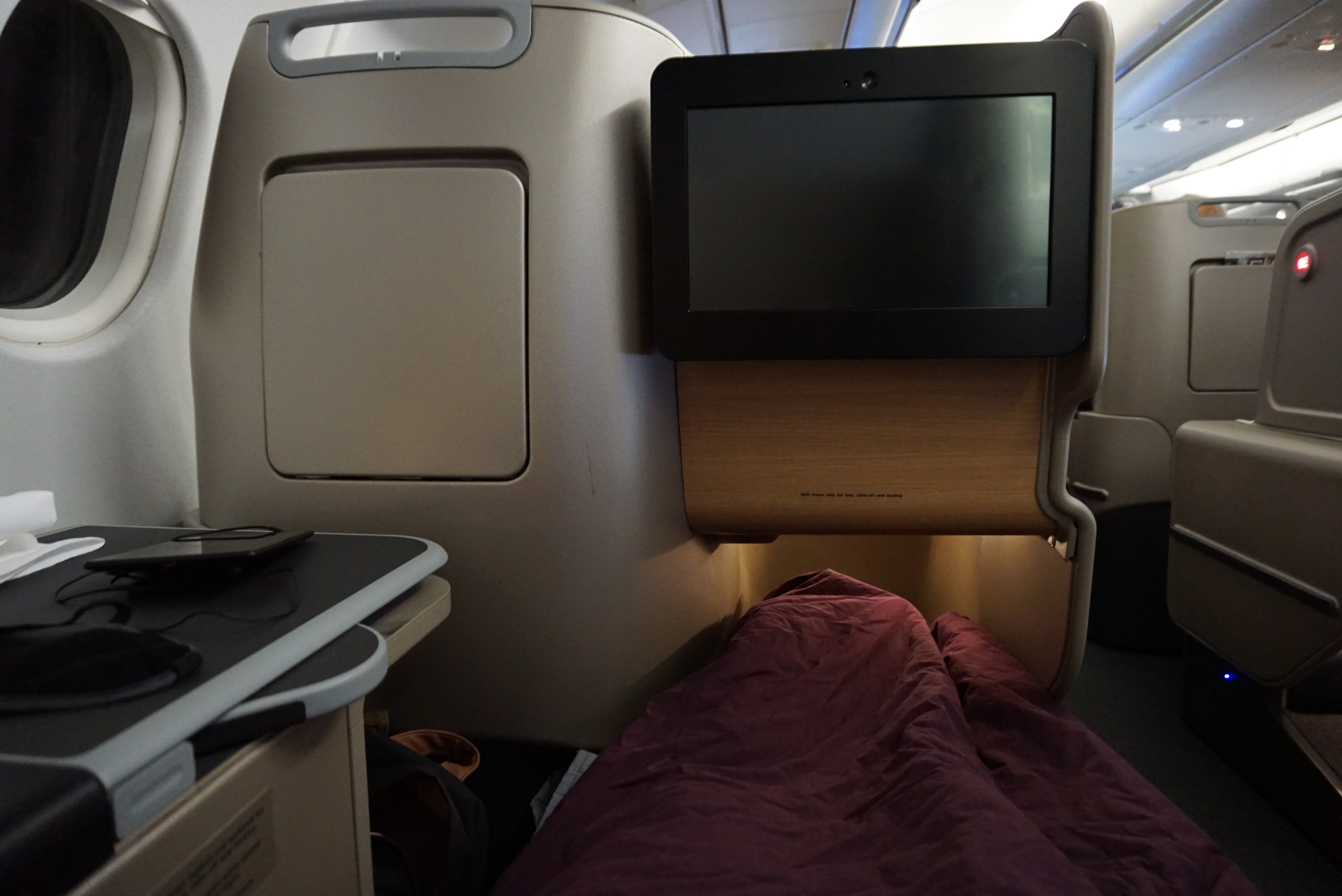
مقعد درجة رجال الأعمال من كانتاس في وضع الاستلقاء

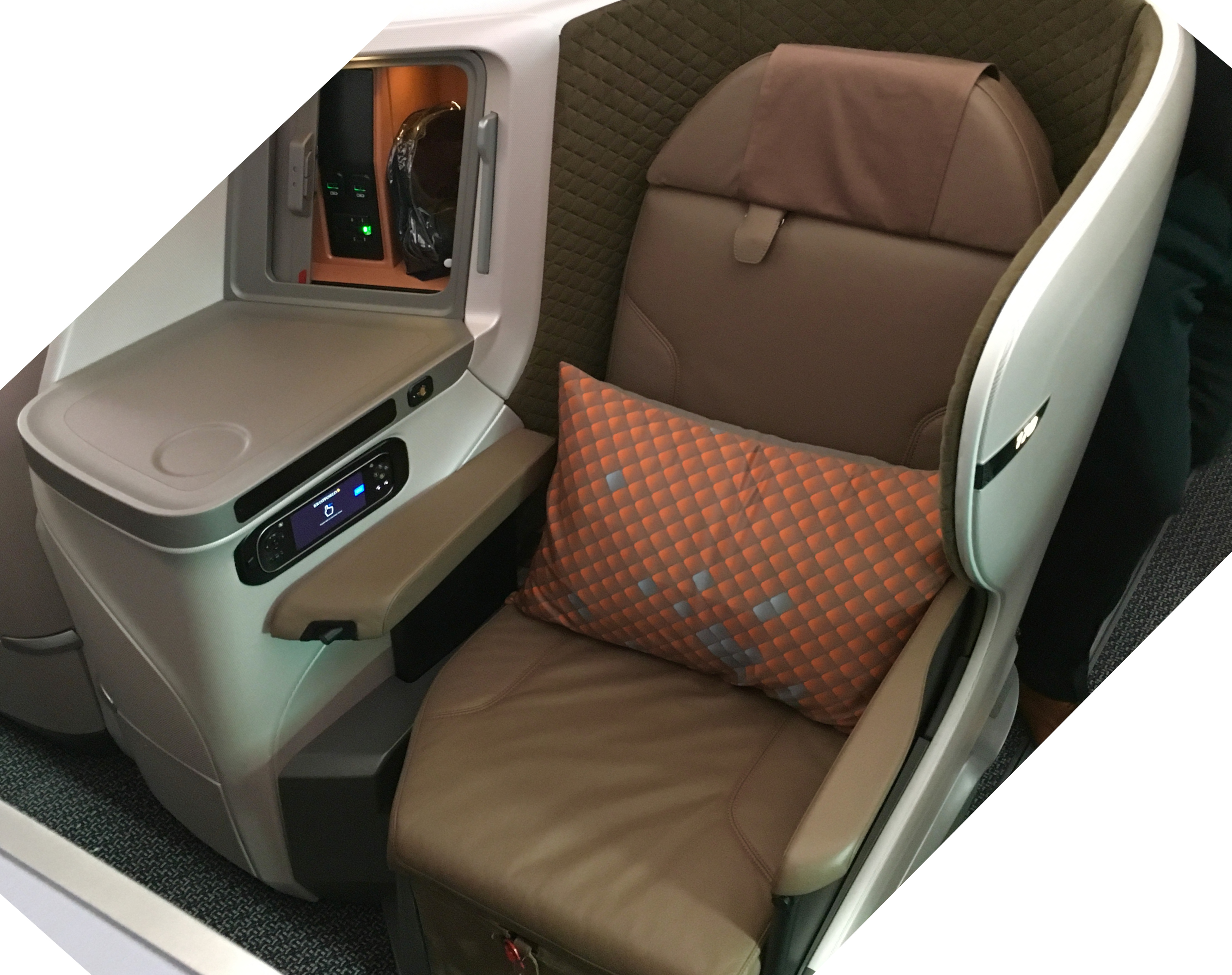
مقعد مسطح بالكامل على الخطوط الجوية السنغافورية، يستخدم في الرحلات القصيرة

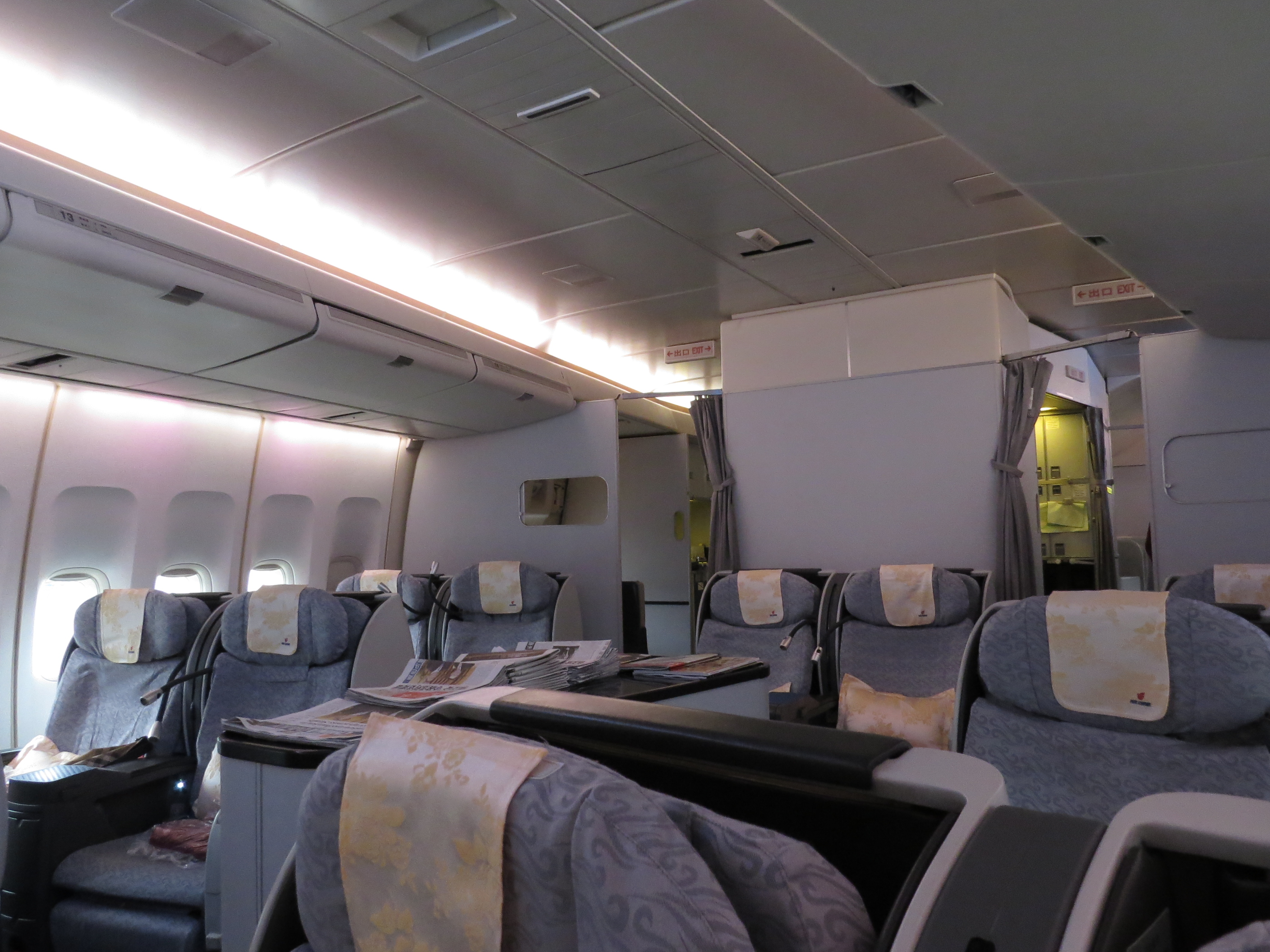
مقعد مسطح بزاوية على طائرة إير تشاينا بوينغ 747-400

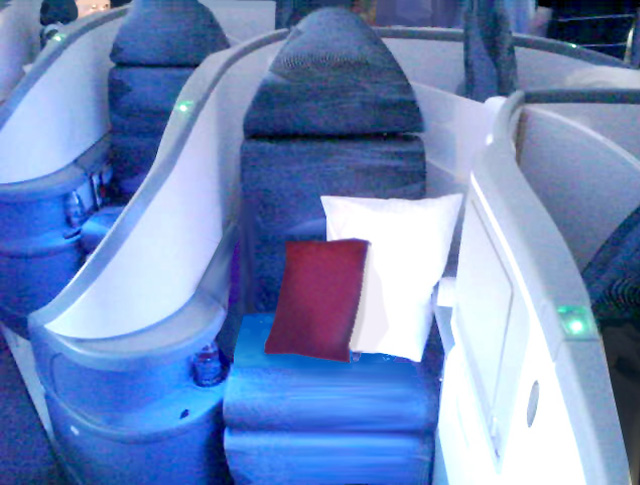
مقعد متعرج مسطح بالكامل على طيران كندا

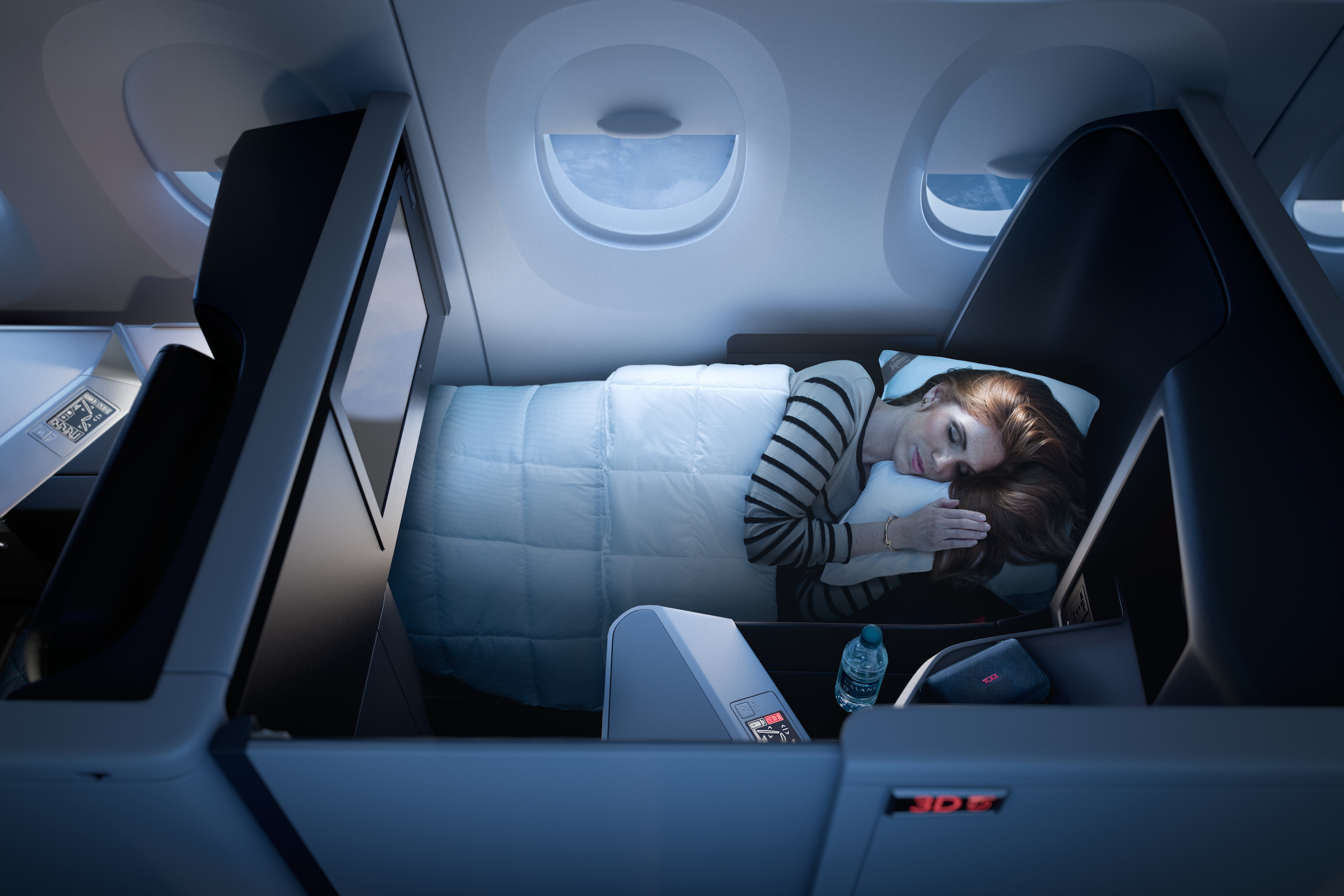
جناح دلتا ون التابع لشركة دلتا إيرلاينز على متن طائرة إيرباص إيه 350

درجة الأعمال هي ترقية أكثر أهمية من الدرجة الاقتصادية للرحلات الطويلة، على عكس الرحلات الإقليمية أو المحلية حيث توفر درجة الأعمال القليل من المزايا النسبية على الدرجة الاقتصادية. أدت الابتكارات في مجال مقاعد درجة رجال الأعمال، والتي تتضمن ميزات موجودة سابقًا فقط في الدرجة الأولى (انظر أدناه)، إلى تضييق فجوة الراحة والمرافق مع مقاعد الدرجة الأولى التقليدية. أدت هذه التطورات والميزات المضافة إلى درجة الأعمال، بالإضافة إلى الركود في أواخر القرن الحادي والعشرين، إلى قيام بعض شركات الطيران بإزالة أو عدم تثبيت مقاعد من الدرجة الأولى في طائراتهم (حيث أن مقاعد الدرجة الأولى عادة ما تكون ضعف سعر درجة الأعمال ولكن يمكن أن تأخذ أكثر من ضعف الغرفة) مما يجعل درجة الأعمال هي أغلى المقاعد على هذه الطائرات، بينما أعادت شركات الطيران الأخرى تقديم أقسام من الدرجة الأولى كأجنحة للبقاء راقية على درجة الأعمال المعاصرة.
كما هو الحال مع الدرجة الأولى، جميع المشروبات الكحولية مجانية والوجبات ذات جودة أعلى من الدرجة الاقتصادية. لا يُسمح عادةً للمسافرين من الدرجة الاقتصادية بدخول مقصورة درجة رجال الأعمال على الرغم من أنه يُسمح لركاب الدرجة الأولى عمومًا بعبور الستارة بين درجة رجال الأعمال والدرجة الأولى.

### جلوس
تختلف مقاعد درجة رجال الأعمال لمسافات طويلة اختلافًا جوهريًا عن مقاعد الدرجة الاقتصادية، وقد قامت العديد من شركات الطيران بتركيب مقاعد «مستوية» في درجة الأعمال، في حين أن المقاعد ذات هذا الوضع المتكئ كانت متوفرة فقط في الدرجة الأولى الدولية. هناك ثلاثة أنواع أساسية من مقاعد درجة رجال الأعمال لمسافات طويلة اليوم. يتم سردها بترتيب تصاعدي «الجودة» المتصورة.
- مقاعد المهد / كرسي الاستلقاء هي مقاعد ذات إمالة تتراوح بين 150 و 160 درجة تقريبًا ومساحة أكبر للأرجل مقارنةً بالقسم الاقتصادي. تتراوح مساحة مقاعد درجة رجال الأعمال بين 38–79.5 بوصة (97–202 سـم) (عادة 55–62 بوصة (140–160 سـم))، ويتراوح حجم مقاعد درجة رجال الأعمال من 17.5–34 بوصة (44–86 سـم) (عادة 20–22 بوصة (51–56 سـم)). على الرغم من قيام العديد من شركات الطيران بترقية مقصورات درجة رجال الأعمال لمسافات طويلة إلى مقاعد مسطحة بزاوية أو مسطحة تمامًا، إلا أن مقاعد المهد / كرسي الاستلقاء لا تزال شائعة في درجة الأعمال على طرق أقصر.
- تميل المقاعد المسطحة بزاوية 170 درجة (أو أقل قليلاً) لتوفير سطح مستوٍ للنوم، ولكنها لا تكون موازية لأرضية الطائرة عند إمالة ها، مما يجعلها أقل راحة من السرير. تتراوح مساحة المقعد عادة من 55 إلى 65 بوصة (140 إلى 170 سـم)، ويتراوح عرض المقعد عادة بين 18 إلى 23 بوصة (46 إلى 58 سـم). ظهرت هذه المقاعد لأول مرة في Northwest و Continental و JAL وكانتاس والعديد من شركات الطيران الأخرى في عامي 2002 و 2003.[15]
- مقاعد مسطحة بالكامل تنحني إلى سطح مستوٍ موازٍ للأرضية. تقدم العديد من شركات الطيران مثل هذه المقاعد في الدرجة الأولى الدولية ولكنها تحتفظ بمقاعد منخفضة في درجة الأعمال للتمييز بين المنتجين والأسعار. كانت الخطوط الجوية البريطانية، التي أدخلت أسرة مسطحة في الدرجة الأولى في عام 1995، من بين أولى شركات الطيران التي قدمت مقاعد درجة رجال الأعمال مسطحة تمامًا مع منتجها Club World في عام 1999.[16]
  - تُستخدم المقاعد المتعرجة، حيث يتم وضع المقاعد بزاوية مع اتجاه السفر، في بعض الكبائن ذات الجسم العريض للسماح بالوصول المباشر إلى الممر لكل مقعد وللسماح لعدد كبير من المقاعد المسطحة بالكامل باحتلال مساحة صغيرة في المقصورة. تم تطوير هذا المفهوم لأول مرة من قبل شركة فيرجن أتلانتيك لمقصورة الدرجة العليا، ومنذ ذلك الحين تم استخدامه من قبل دلتا، كاثي باسيفيك، طيران كندا وشركات طيران أخرى.[17]
- مقعد المقصورة، هذه المقاعد مصممة لمنح مسافر درجة رجال الأعمال أكبر قدر من الخصوصية التي يمكن أن يحصل عليها أثناء الرحلة. عادةً ما يتم وضع هذه المقاعد بترتيب 1-2-1 على طائرة نفاثة ذات جسم عريض. يوجد على كل جانب من جوانب المقعد لوحة خصوصية يبلغ ارتفاعها حوالي أربعة أقدام. توفر مثل هذه الطائرات أفضل راحة مريحة على الرحلات الطويلة في درجة رجال الأعمال. تم تقديمها لأول مرة على الخطوط الجوية الأمريكية.[18]

تدعي ريكارو أن مقاعد درجة رجال الأعمال CL6710 هي واحدة من الأخف وزنا في 80 كغم (176 رطل) بينما يمكن أن يتجاوز الآخر 100 كـغ (220 رطل)، مضيفًا ما يصل إلى 2–3 t (4,400–6,600 رطل) لمدة 60 مقعدًا.

### القوائم
أثناء السفر على متن رحلة طيران طويلة المدى على درجة رجال الأعمال، تقدم شركات الطيران مثل الخطوط الجوية الدولية السويسرية ولوفتهانزا والخطوط الجوية الإسكندنافية والعديد من الآخرين وجبات ذواقة على متن الطائرة مع اختيار دخول. عند الجلوس في مقاعدهم، يُقدم لركاب درجة رجال الأعمال خيارًا من الشمبانيا، أو عصير البرتقال، أو الماء (يُسمى خدمة ما قبل الرحلة)، مع وجبة مكونة من 3-5 أطباق (عادةً ما تتضمن سلطة، حساء، طبق مقبلات (عادةً ما يكون أعلى) إلى 3 اختيارات)، واختيار الحلوى) لمتابعة أثناء الرحلة. اعتمادًا على وقت الوصول، قد تقدم الرحلة إما وجبة إفطار مع مجموعة متنوعة من الخيارات أو وجبة خفيفة قبل 90 دقيقة تقريبًا من الهبوط. تسمح بعض شركات الطيران، مثل الخطوط الجوية السنغافورية، للمسافرين بطلب وجبات محددة ليست في القائمة العادية قبل الرحلة. خيارات المشروبات الكحولية لكابينة درجة رجال الأعمال سخية، حيث تقدم شركات الطيران أنواعًا مختلفة من النبيذ الفاخر ومجموعة متنوعة من البيرة والمشروبات الكحولية.

### العلامة التجارية

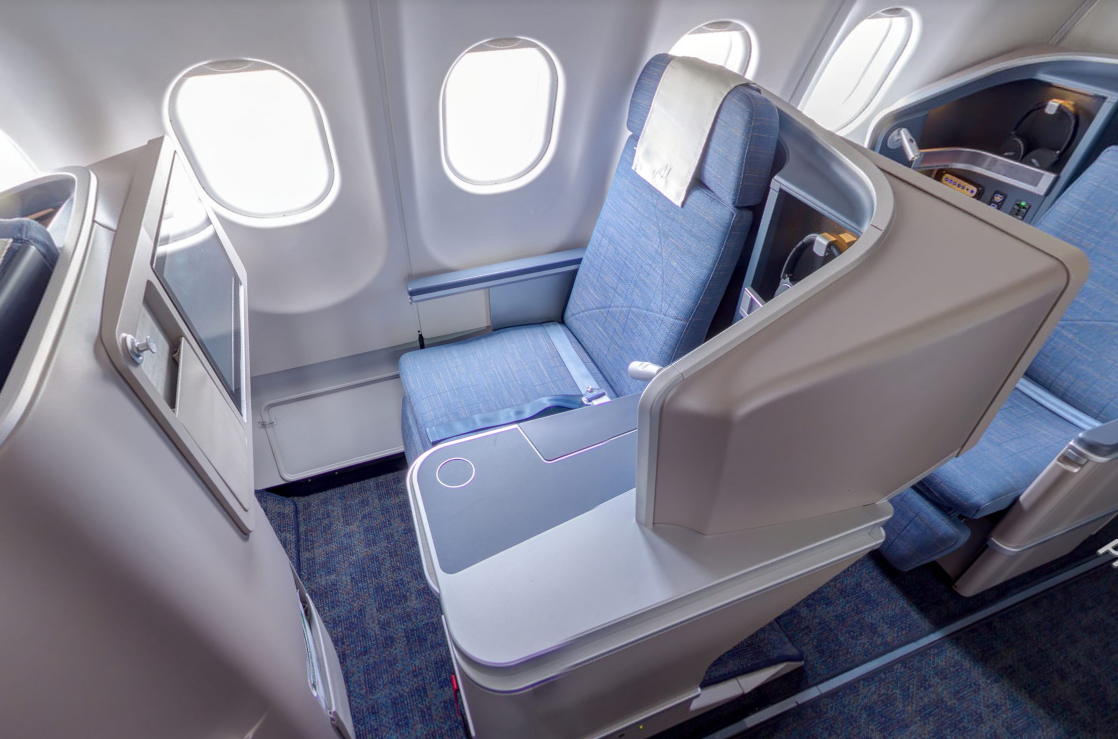
مقعد درجة رجال الأعمال في طائرة الخطوط الجوية الفلبينية إيرباص A330.

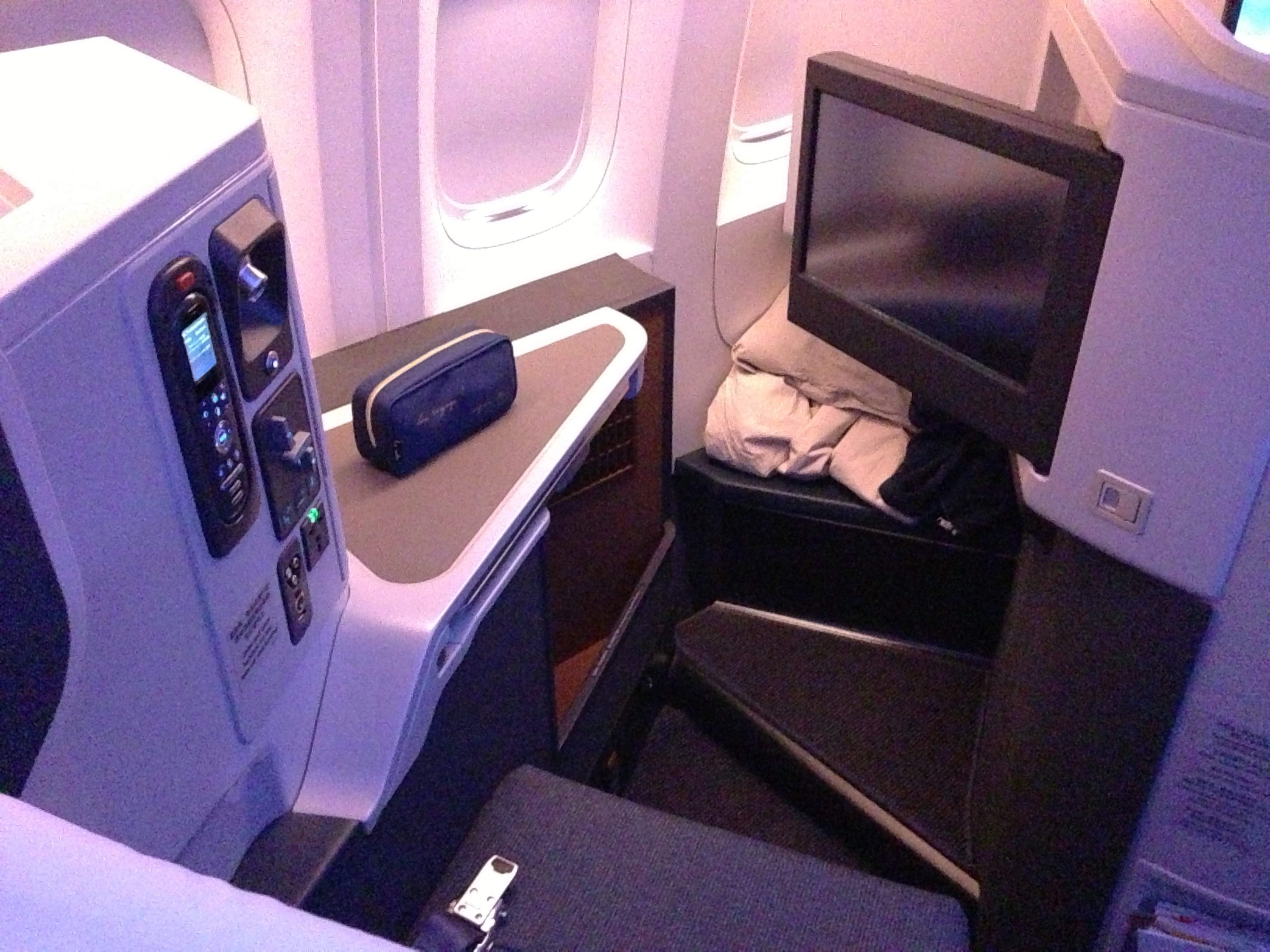
مقعد درجة رجال الأعمال كاثي باسيفيك 77 W

قد يختلف الاسم الدقيق لفئة رجال الأعمال بين المشغلين. يشير النص الغامق إلى شركات الطيران التي تعتبر درجة الأعمال فيها أعلى فئة من الخدمات المقدمة.
| Airline                           | Service name | Status  |
| --------------------------------- | --- | ------- |
| خطوط إيجة الجوية                  | "Business Class" | نشط     |
| أير لينغس                         | "Business Class" (formerly "Premier Class") | نشط     |
| إيروفلوت                          | "Президент" (long-haul; translated "President") "Премьер" (short and mid-haul; translated "Premier")                                                         | نشط     |
| الخطوط الجوية الأرجنتينية         | "Club Cóndor" | نشط     |
| طيران المكسيك                     | "Clase Premier" | نشط     |
| الخطوط الجوية الجزائرية           | "Rouge Affaires" | نشط     |
| طيران أستانا                      | "Business Class" | نشط     |
| طيران أوسترال                     | "Club Austral" | نشط     |
| إيركالين                          | "Hibiscus class" | نشط     |
| طيران كندا                        | "Signature Class" (international, formerly "International Business Class") "North America Business Class (domestic and regional, formerly "Executive Class") | نشط     |
| Air Caraïbes                      | "Classe Madras" | نشط     |
| طيران الصين                       | "Capital Pavilion" | نشط     |
| طيران أوروبا                      | "Business Class" | نشط     |
| الخطوط الجوية الفرنسية            | "Affaires" (translated "Business") | نشط     |
| طيران جرينلاند                    | "Nanoq Class" (translated "Polar Bear Class") | نشط     |
| طيران الهند                       | "Executive Class" | نشط     |
| طيران كوريو                       | "Business Class" | نشط     |
| طيران ماكاو                       | "Business Class" | نشط     |
| طيران نيوزيلندا                   | "Business Premier" | نشط     |
| طيران سيشل                        | "طيران سيشل" | نشط     |
| طيران آسيا (إكس)                  | "Premium Flatbed" | نشط     |
| خطوط آلاسكا الجوية                | "First Class" | نشط     |
| خطوط كل اليابان الجوية            | "Business Class" (international; formerly "Club ANA") "Premium Class" (domestic)                                                                             | نشط     |
| الخطوط الجوية الأمريكية           | "Domestic First Class" and "Flagship Business" | نشط     |
| خطوط آسيانا الجوية                | "Business Smartium" or "Business Class" | نشط     |
| الخطوط الجوية النمساوية           | "Business Class" (formerly "Grand Class") | نشط     |
| أفيانكا                           | "Clase Ejecutiva" (translated "Business Class") | نشط     |
| أزول البرازيل                     | "Business Xtra" | نشط     |
| طيران بانكوك                      | "Blue Ribbon Class" | نشط     |
| Bassaka Air                       | "Business Class" | نشط     |
| Batik Air                         | "Business Class" | نشط     |
| خطوط العاصمة بكين الجوية          | "Business Class" | نشط     |
| خطوط بيمان بنغلاديش الجوية        | "Business Class" | نشط     |
| الخطوط الجوية البريطانية          | "Club Suite", "Club World", and "Club Europe" | نشط     |
| كاثي باسيفيك                      | "Business Class" (formerly "Marco Polo Business Class" in the 1980s and 1990s)                                                                               | نشط     |
| الخطوط الجوية الصينية             | "Business Class" (formerly "Dynasty Class") and "Premium Business Class"                                                                                     | نشط     |
| خطوط شرق الصين الجوية             | "Business Class" | نشط     |
| طيران الصين اكسبرس                | "Business Class" | نشط     |
| خطوط جنوب الصين الجوية            | "Business Class" | نشط     |
| Chongqing Airlines                | "Business Class" | نشط     |
| خطوط كوبا الجوية                  | "Clase Ejecutiva" | نشط     |
| Cyprus Airways                    | "Apollo Class" | نشط     |
| خطوط دلتا الجوية                  | "Delta One" (formerly "Business Elite") and "Delta One Suite", "First Class"                                                                                 | نشط     |
| Donghai Airlines                  | "Business Class" | نشط     |
| طيران دروك                        | "Business Class" | نشط     |
| إل عال                            | "מחלקת עסקים" (translated "Business Class") | نشط     |
| مصر للطيران                       | "حورس" (translated "حورس") | نشط     |
| طيران الإمارات                    | "Business Class" | نشط     |
| الخطوط الجوية الإثيوبية           | "Cloud Nine" | نشط     |
| الاتحاد للطيران                   | "Pearl Business Class" and "Business Studio" | نشط     |
| إيفا للطيران                      | "Royal Laurel", "Premium Laurel" and "Business Class" | نشط     |
| خطوط الباسيفيك الجوية             | "Tabua Class" | نشط     |
| فين إير                           | "Business Class" | نشط     |
| غارودا إندونيسيا                  | "Business Class" | نشط     |
| طيران الخليج                      | "Falcon Gold" | نشط     |
| خطوط هاينان الجوية                | "Business Class" | نشط     |
| خطوط هاواي الجوية                 | "Premium Business Class" (international) "Business Class" (domestic and regional; formerly "First Class")                                                    | نشط     |
| Hebei Airlines                    | "Business Class" | نشط     |
| خطوط هيمالايا الجوية              | "Business Class" | نشط     |
| خطوط هونغ كونغ الجوية             | "Business Class" | نشط     |
| أيبيريا (شركة طيران)              | "Business Plus" and "Business Class" | نشط     |
| طيران آيسلندا                     | "Saga Class" | نشط     |
| الخطوط الجوية الإيرانية           | "هما کلاس" (translated "Homa Class") | نشط     |
| إيتا (شركة طيران)                 | "Business Class" (international) "Superior Class" (domestic)                                                                                                 | نشط     |
| الخطوط الجوية اليابانية           | "JAL Business Class" (international) "Class J" (domestic) | نشط     |
| طيران الجزيرة                     | "Business Class" | نشط     |
| خطوط جيت بلو الجوية               | "Mint" | نشط     |
| خطوط جيت ستار الجوية              | "Business Class" | نشط     |
| خطوط جونياو الجوية                | "Business Class" | نشط     |
| الخطوط الجوية الكينية             | "Premiere World" | نشط     |
| الخطوط الجوية الملكية الهولندية   | "World Business Class" | نشط     |
| كوريا للطيران                     | "Prestige Class" | نشط     |
| Kunming Airlines                  | "Business Class" | نشط     |
| الخطوط الجوية الكويتية            | "Business Class" | نشط     |
| خطوط لان الجوية                   | "Premium Business" | نشط     |
| طيران لاوس                        | "Business Class" | نشط     |
| خطوط لاكي الجوية                  | "Business Class" | نشط     |
| خطوط لوت الجوية البولندية         | "Elite Club" (بوينغ 787 only) and "Business Class" (other aircraft)                                                                                          | نشط     |
| لوفتهانزا                         | "Business Class" | نشط     |
| ماهان إير                         | "Business Class" ("Premium Economy" in إيرباص إيه 340 long-haul flights; not available in بريتش ايروسبيس 146 aircraft)                                       | نشط     |
| الخطوط الجوية الماليزية           | "Business Class" (formerly "Golden Club Class") | نشط     |
| جزر المالديف ‏                     | "Business Class" | نشط     |
| ماليندو للطيران                   | "Business Class" | نشط     |
| الخطوط الجوية المنغولية           | "Business Class" | نشط     |
| طيران الشرق الأوسط                | "Cedar Class" | نشط     |
| Myanmar National Airlines         | "Business Class" | نشط     |
| Nam Air                           | "Business Class" | نشط     |
| الخطوط الجوية النيبالية           | "Shangrila Class" | نشط     |
| Norfolk Air                       | "Premium Economy" (formerly "Bounty Class") | نشط     |
| Olympic Air                       | "Business Class" or Gold Business Class (literally "Distinguished Class")                                                                                    | نشط     |
| الطيران العماني                   | "Business Class" | نشط     |
| الخطوط الجوية الدولية الباكستانية | "Business Plus+" | نشط     |
| PAL Express                       | "Business Class" | نشط     |
| الخطوط الجوية الفلبينية           | "Business Class" (formerly "Mabuhay Class") | نشط     |
| كانتاس                            | "Business Class" and "Business Suite" | نشط     |
| الخطوط الجوية القطرية             | "Business Class" and "Qsuite" | نشط     |
| ريجنت للطيران                     | "Business Class" | نشط     |
| الخطوط الملكية المغربية           | "Premium Class" | نشط     |
| خطوط رويال بروناي الجوية          | "Business Class" | نشط     |
| الملكية الأردنية                  | "Crown Class" | نشط     |
| الخطوط السعودية                   | "درجة الأفق" (translated "Horizon Class") | نشط     |
| الخطوط الجوية الإسكندنافية        | "Business Class" (intercontinental) "SAS PLUS" (within Europe)                                                                                               | نشط     |
| سكوت للطيران                      | "ScootPlus" | نشط     |
| خطوط شانغهاي الجوية               | "Business Class" | نشط     |
| خطوط شينزين الجوية                | "Business Class" | نشط     |
| خطوط سيتشوان الجوية               | "Business Class" | نشط     |
| Sky Angkor Airlines               | "Business Class" | نشط     |
| الخطوط الجوية السنغافورية         | "Business Class" (formerly "Raffles Class") | نشط     |
| خطوط جنوب أفريقيا الجوية          | "Business Class" (formerly "Gold Class" ) | نشط     |
| سبايس جيت                         | "SpiceBiz" (بوينغ 737 only) | نشط     |
| الخطوط الجوية السريلانكية         | "Business Class" | نشط     |
| طيران سريويجايا                   | "Business Class" | نشط     |
| الخطوط الجوية الدولية السويسرية   | "SWISS Business" | نشط     |
| الخطوط الجوية الأنغولية           | "Executiva Class" | نشط     |
| تاب برتغال                        | "TAP Executive" | نشط     |
| خطوط تام الجوية                   | "Executive Class" or "Classic Class" | نشط     |
| تاروم                             | "Business Class" | نشط     |
| Thai طيران آسيا X ‏                | "Premium Flatbed" | نشط     |
| الخطوط الجوية الدولية التايلاندية | "Royal Silk Class" | نشط     |
| Thai Lion Air                     | "Business Class" | نشط     |
| خطوط تيانجين الجوية               | "Business Class" | نشط     |
| طيران التبت                       | "Business Class" | نشط     |
| الخطوط الجوية التركية             | "Business Class" | نشط     |
| طيران تركمانستان                  | "Business Class" | نشط     |
| الخطوط الجوية المتحدة             | "United Polaris" (international) "United First" (domestic) "United Business" (regional)                                                                      | نشط     |
| يو إس بنغلا للطيران               | "Business Class" | نشط     |
| الخطوط الجوية الأوزبكستانية       | "Business Class" | نشط     |
| الخطوط الجوية الفيتنامية          | "Business Class" | نشط     |
| خطوط فيرجن أتلانتيك الجوية        | "Upper Class" | نشط     |
| خطوط فيرجن أستراليا الجوية        | "Domestic Business" and "International Business" | نشط     |
| فيستارا                           | "Business Class" | نشط     |
| ويست جت إيرلاينز ‏                 | "Business Class" | نشط     |
| خطوط زيامن الجوية                 | "Business Class" | نشط     |
| خطوط إيرتران الجوية               | "Business Class" | defunct |
| الخطوط الجوية الإيطالية           | "Magnifica" (translated "Wonderful") "Ottima" (short-haul; no longer in use)                                                                                 | defunct |
| خطوط غرب أمريكا الجوية            | "America West First" | defunct |
| بريتش كالدونيان                   | "Executiv.e" and "Super Executive" | defunct |
| الخطوط الجوية الكندية             | "Business Class" | defunct |
| كاتاي دراغون                      | "Business Class" | defunct |
| خطوط كونتيننتال الجوية            | "BusinessFirst" | defunct |
| جيت للطيران                       | "Premiere Class" | defunct |
| الخطوط الجوية كينغ فيشر           | "Kingfisher First" | defunct |
| Malév Hungarian Airlines          | "SkyClub Business Class" | defunct |
| Mexicana de Aviación              | "Elite Class" | defunct |
| Midwest Airlines                  | "Signature Service" | defunct |
| خطوط ميهين لانكا الجوية           | "Business Class" | defunct |
| خطوط نورث ويست الجوية             | "World Business Class" | defunct |
| خطوط بان أمريكان العالمية         | "Clipper Class" | defunct |
| إسبانيا للطيران                   | "Premium Class" | defunct |
| خطوط سبيريت الجوية                | "Big Front Seat" (formerly "Spirit Plus"; service is no different from economy since transitioning to a no-frills carrier, but seats are roomier)            | defunct |
| خطوط عبر العالم الجوية            | "Ambassador Class" (until the 1980s); "TransWorld One" (after 3-class service reduced to 2 in the 1990s)                                                     | defunct |
| خطوط الولايات المتحدة الجوية      | "Envoy" (Brazil, Europe and Israel) "Business Class" and "First Class" (domestic)                                                                            | defunct |

## القطارات

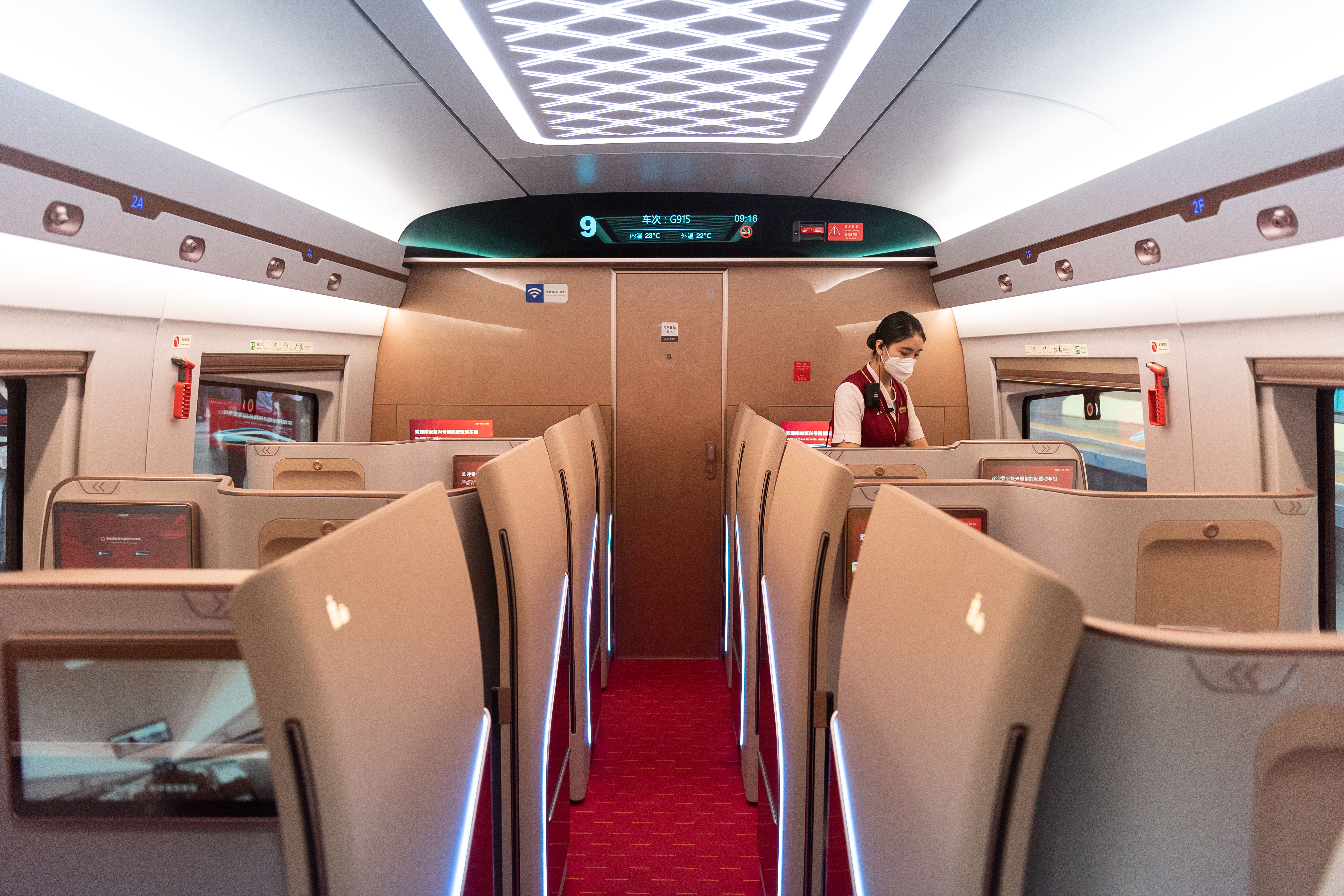
مقصورة درجة رجال الأعمال للوحدة الكهربائية المتعددة China Railway CR400BF-GZ والتي تتميز بمقاعد متداخلة.

درجة رجال الأعمال هي أعلى فئة من الخدمة في السكك الحديدية عالية السرعة في الصين، في حين أن الدرجة الأولى والدرجة الثانية هي الخيارات الأقل تكلفة. يمكن لمسافري درجة الأعمال الوصول إلى صالة ما قبل المغادرة إذا كانت متوفرة. مقاعد قطار درجة الأعمال مرتبة في تكوين 1-1 أو 2-1 مع مقاعد مغلقة بالكامل. يتم تقديم وجبات مجانية ووجبات خفيفة ومشروبات مجانية لمسافري درجة الأعمال طوال الرحلة.
حدد قطارات أمتراك في الولايات المتحدة التي تقدم خدمة درجة رجال الأعمال. في قطارات Acela، تعتبر درجة رجال الأعمال فئة الخدمة الأساسية، ولا تتضمن أي مزايا إضافية على متن الطائرة. على الطرق الأخرى، تشمل درجة الأعمال أجرة قابلة للاسترداد، وأماكن جلوس في منطقة محجوزة. اعتمادًا على المسار المحدد، قد يتم تضمين الوصول إلى الصالة أو المقاعد الأوسع مع مساند الأرجل أو الصحف أو المشروبات غير الكحولية المجانية.
حتى يونيو 2009، كانت خدمة Via Rail في كندا من الدرجة الممتازة تسمى "Via 1"، على طرق قصيرة المدى موجهة نحو سفر رجال الأعمال. الخدمة الممتازة على الطريق العابر للقارات (الكندية) تسمى «الفضية والزرقاء». في يونيو 2009، أعيدت تسمية "Via 1" إلى "Business Class" و "Silver & Blue" (الكندي) و "Easterly" (المحيط) أعيدت تسميتها "Sleeper Touring Class" و "Totem" (The Skeena) أعيدت تسميتها «فئة بجولة».
تقدم Eurostar أيضًا أماكن إقامة من درجة رجال الأعمال على خدمات السكك الحديدية الخاصة بهم - المسماة "Business Premier"، وتشبه المقاعد عرض "Standard Premier" الاقتصادي المتميز (مقاعد أوسع مع مساحة أكبر للساقين واستلقاء أكبر مقارنةً بـ «الدرجة القياسية» الاقتصادية) ولكنها تشمل تسجيل وصول سريع وصعود إلى الطائرة وخدمة وجبات كاملة، من بين ميزات أخرى. تقدم Chiltern Railways منطقة أعمال على خدمات مختارة.
تقدم كوينزلاند للسكك الحديدية في أستراليا أيضًا درجة رجال الأعمال في القطار الكهربائي المائل.
تقدم خدمة السكك الحديدية الفيدرالية النمساوية ÖBB أيضًا درجة رجال الأعمال في قطاراتها عالية السرعة "Railjet".

## روابط خارجية
- تاريخ كانتاس بما في ذلك تاريخ درجة الأعمال
- مجتمع درجة الأعمال بالصور